# Station Skierniewice Rawka
Station Skierniewice Rawka is een spoorwegstation in de Poolse plaats Skierniewice.